# Petra Jäschke

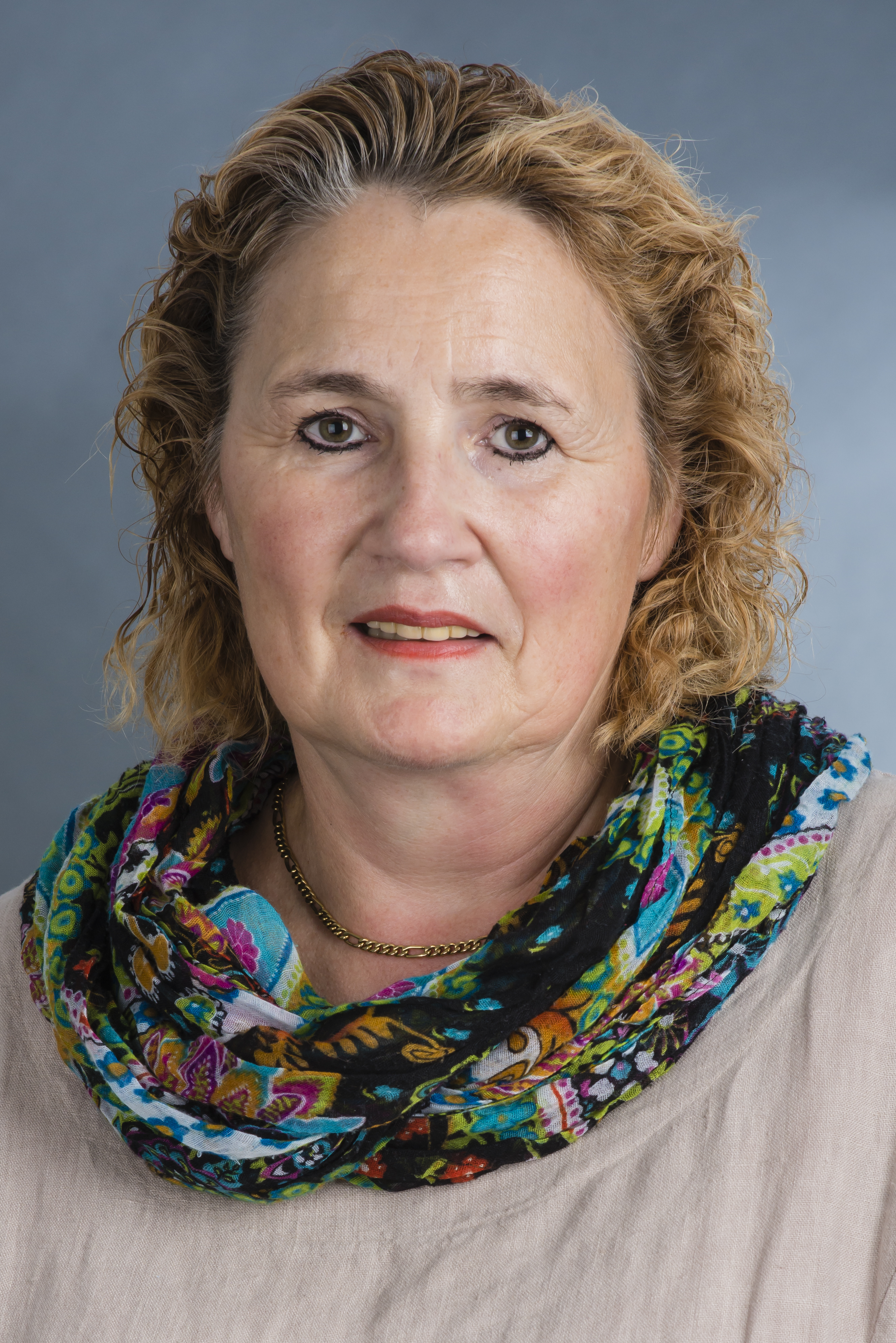
Petra Jäschke (2015)

Petra Jäschke (* 29. April 1960 in Bremerhaven) ist eine deutsche Politikerin (SPD). Von 2015 bis 2019 war sie als Nachrückerin für Manuela Mahnke Abgeordnete der Bremischen Bürgerschaft.

## Biografie

### Familie, Ausbildung und Beruf
Jäschke war seit dem Jahr 1981 als Erzieherin/Sozialpädagogin im Berufsbildungswerk Bremen in Bremen Horn-Lehe, im Internat der Seeparkschule Wesermünde in Debstedt und bei den Elbe-Weser-Werkstätten Bremerhaven tätig. Sie ist seit 1995 Lehrerin im Bereich Wahrnehmungs- und Entwicklungsförderung an einer Oberschule in Bremerhaven. Seit dem Jahr 2007 ist sie zudem Mitglied des Personalrats Schulen in Bremerhaven.
Jäschke ist geschieden und hat zwei Kinder.

### Politik
Jäschke trat im Jahr 1994 der SPD bei. Sie ist Vorsitzende des SPD-Ortsvereins in Geestemünde-Grünhöfe, Vorstandsmitglied im Ortsverein Geestemünde, im Arbeitskreis sozialdemokratischer Frauen der SPD in Bremerhaven und in der SPD-Arbeitsgemeinschaft Selbst Aktiv in Bremerhaven.
Zur Bürgerschaftswahl 2015 trat sie in Bremerhaven auf Listenplatz 6 ihrer Partei an. Zunächst verfehlte sie den Einzug in die Bürgerschaft, nach dem Verzicht Manuela Mahnkes am 21. Oktober 2015 zog sie als Nachrückerin in das Bremer Landesparlament ein. Am 21. Dezember 2015 urteilte das Wahlprüfungsgericht, dass die AfD in Bremerhaven knapp die Fünfprozenthürde übersprungen habe, und erkannte Jäschkes Mandat Thomas Jürgewitz (AfD) zu. Am 13. September 2016 machte der Bremische Staatsgerichtshof diese Entscheidung rückgängig, der AfD hätten 16 Stimmen zum Einzug ins Parlament gefehlt. Seitdem ist Jäschke wieder Mitglied der Bürgerschaft.
Sie ist Mitglied des Petitionsausschusses, des Ausschusses für die Gleichstellung der Frau und des Ausschusses für Bundes- und Europaangelegenheiten. Des Weiteren ist sie stellvertretendes Mitglied des Betriebsausschusses Performa Nord, des Landesjugendhilfeausschusses und des Rechtsausschusses.